# 文峰山
文峰山，位於台灣嘉義縣竹崎鄉文峰村與番路鄉大湖村，峰頂海拔1,256公尺，原為2003年版台灣小百岳之一，2006年已被除名。
文峰山為牛稠溪與八掌溪的分水嶺。